# Ilchunaia
Ilchunaia é um gênero extinto de mesoeucrocodiliano sebecídeo. Fósseis foram encontrados na formação Divisadero Largo da Argentina, datando do Eoceno Superior, e em uma localidade em Mendoza, Argentina, datando do Oligoceno. Pouco material é conhecido do gênero, com apenas a porção anterior do crânio estando presente para estudo (o holótipo desde então foi perdido).

## Taxonomia
A colocação de Ilchunaia dentro de Sebecosuchidae foi questionada no passado, e muitas análises filogenéticas recentes mostraram que a família é inteiramente parafilética, com os membros sendo mais provavelmente sebecossúquios [en] basais ancestrais dos baurussuquídeos.